# Goriachi Kliuch
No debe confundirse con Goriachie Kliuch, selo (pueblo) de las islas Kuriles.
Goriachi Kliuch (en ruso: Горя́чий Ключ) es una ciudad del krai de Krasnodar, en Rusia. Está situada en las vertientes septentrionales de las cordilleras del Gran Cáucaso, a orillas del río Psékups, afluente por la izquierda del Kubán, 45 km al sur de Krasnodar. La ciudad más cercana es Adygeisk, en la vecina república de Adiguesia, unos 30 km al nordeste. Tenía 30 126 habitantes en 2010.
Es centro de la entidad municipal del ókrug urbano de Goriachi Kliuch.

## Demografía
| 1959  | 1970   | 1979   | 1989   | 2002   | 2008   | 2010   |
| ----- | ------ | ------ | ------ | ------ | ------ | ------ |
| 9 900 | 19 800 | 22 700 | 25 610 | 27 693 | 28 774 | 30 126 |

La mayor parte de los habitantes son de etnia rusa (85.1%). Es de destacar la comunidad armenia (7.5 %).

## Historia

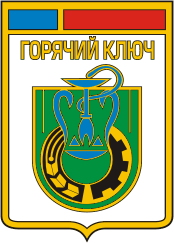
Escudo de armas de 1976.

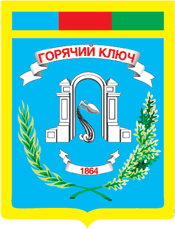
Escudo de armas de la década de 1990.

Hasta la segunda mitad del siglo XIX en el emplazamiento de la ciudad se encontraba el poblado adigué de Psyfab (Псыфаб), que en idioma adigué significa "agua caliente". En la década de 1860, sin embargo la región fue escenario de las operaciones militares de la Guerra del Cáucaso, que provocó la expulsión al Imperio otomano de la población nativa.
La ciudad fue fundada como balneario (uno de los primeros del Cáucaso) en 1864. Ese año se construyó el hospital militar, los baños y un parque. Entre 1924 y 1963 fue cabeza del raión de Goriachi Kliuch. En 1930 recibe el estatus de asentamiento de tipo urbano (balneario). En 1942 es ocupado por las tropas de la Alemania Nazi, siendo liberado el 23 de enero de 1943 por el Ejército Rojo. En 1965 recibe el estatus de ciudad. En 1975 se subordinó directamente a la administración del krai. En 2005 se constituyó el ókrug urbano de Goriachi Kliuch.

## Economía y transporte
La ciudad vive básicamente de los centros de salud, tiene poca industria. Hay varios sanatorios que aceptan internos y consultas externas. Se utilizan seis tipos de aguas extraídas de los 17 manantiales de los alrededores. Cambiando de sector, en Goriachi Kliuch hay empresas de la fabricación de muebles, madereras y de extracción de petróleo.
Por la ciudad pasa la carretera federa M4 Don Moscú-Novorosíisk.  Cuenta con una estación de ferrocarril con trenes que van a Krasnodar y a Tuapsé, pudiéndose intercambiar de tren en la localidad.

## Cultura y lugares de interés
Cabe destacar en la localidad el complejo de edificios del balneario, un monumento arquitectónico. También son conocidas la fuente y la capilla Iverski. Los alrededores de Goriachi Kliuch son ricos en monumentos naturales así como en yacimientos arqueológicos. Entre otros:
- Las estalactitas de la cueva Bolshaya Fanagoriskaya.
- El yacimiento de Podnavisla (dolmen en el nacimiento del arroyo Monastir, afluente del río Chepsi) — вдп. Кесух;
- La cascada Ajukski
- La cascada en Zadubnogo Karaulka
- La cascada Kaverzinski
- El desfiladero de Dantovo
- La cueva Zvonskaya
- La cueva Bogatirskiye
- La Peña Katakomba
- La Peña Zerkalo.
- El hotel Luksor.

## Personalidades
- Galina Kovaleva, cantante de ópera, Artista del pueblo de la URSS.

## Galería

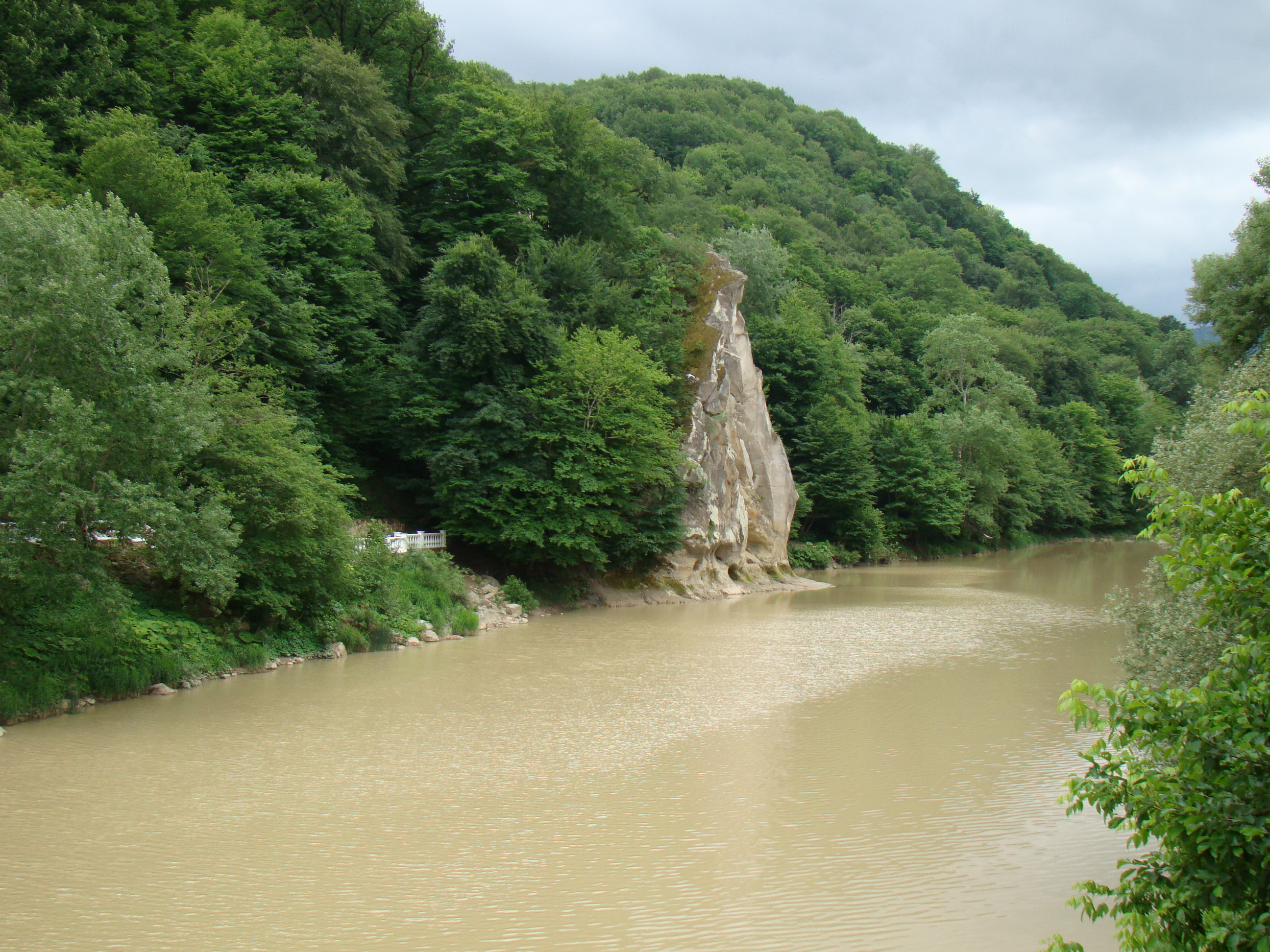
Roca de Petushok en el curso del Psékups.
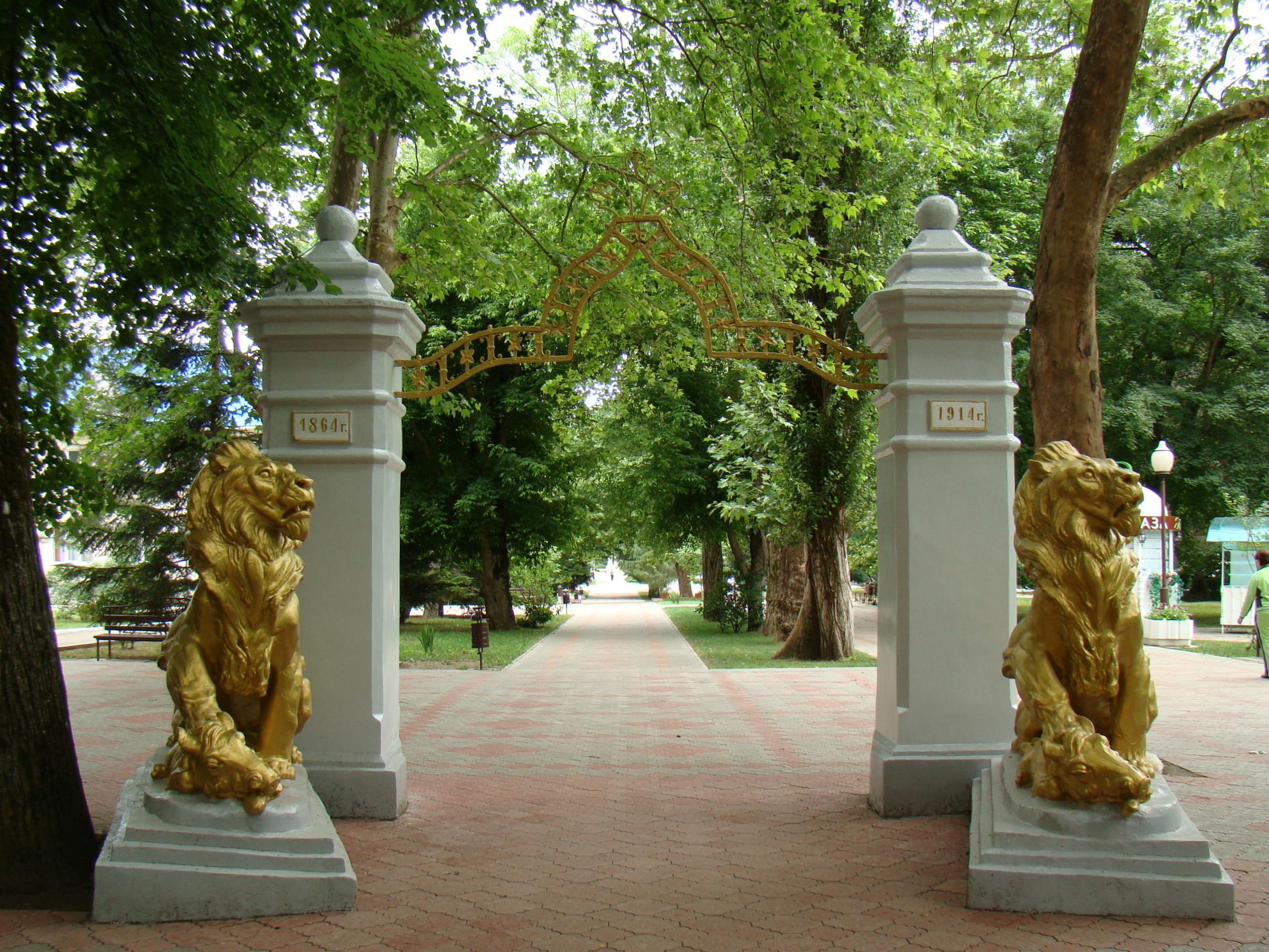
Monumento a los 50 años de la explotación de las aguas mineralizadas de Goriachi Kliuch.
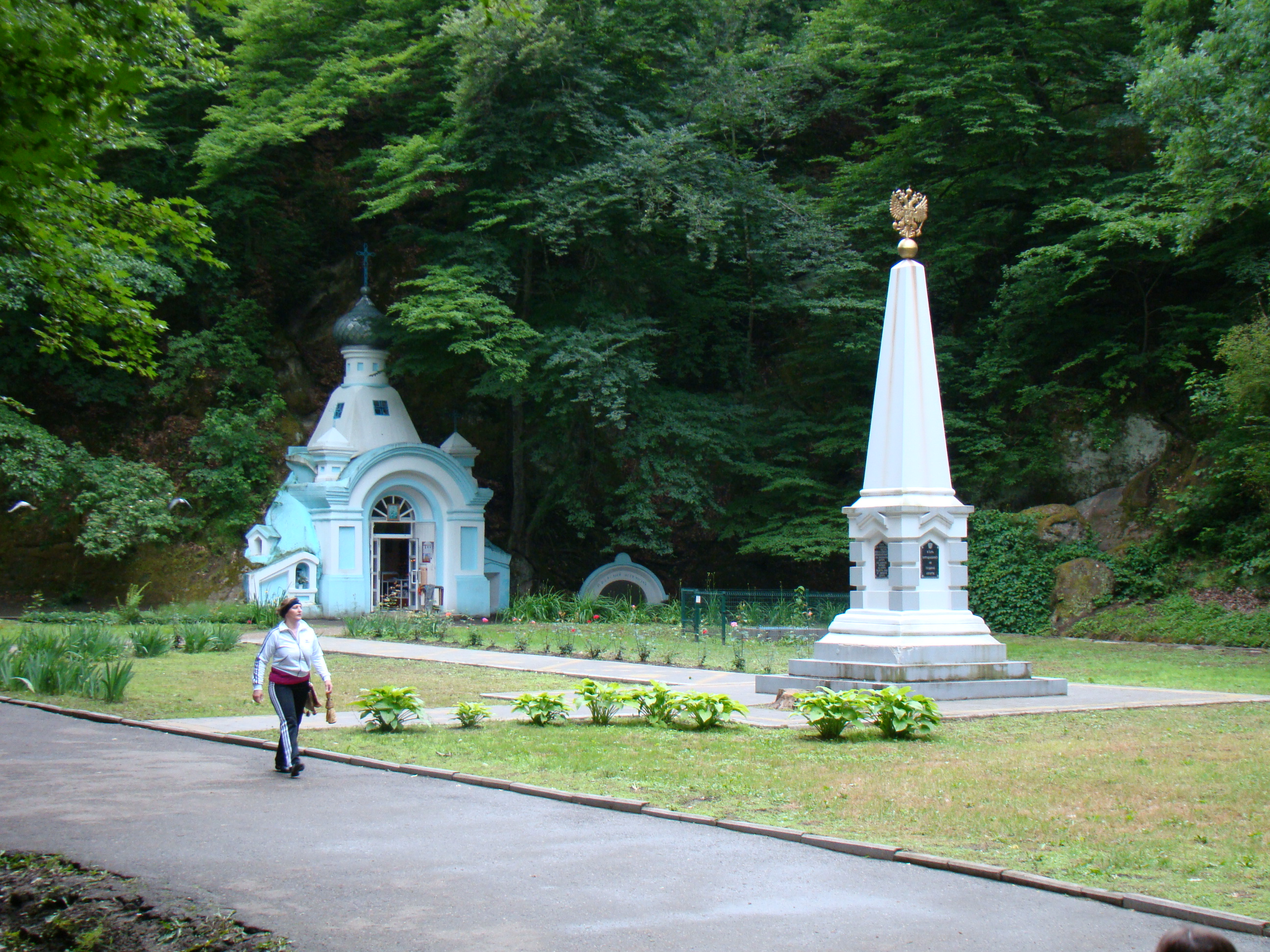
Ermita Iverski
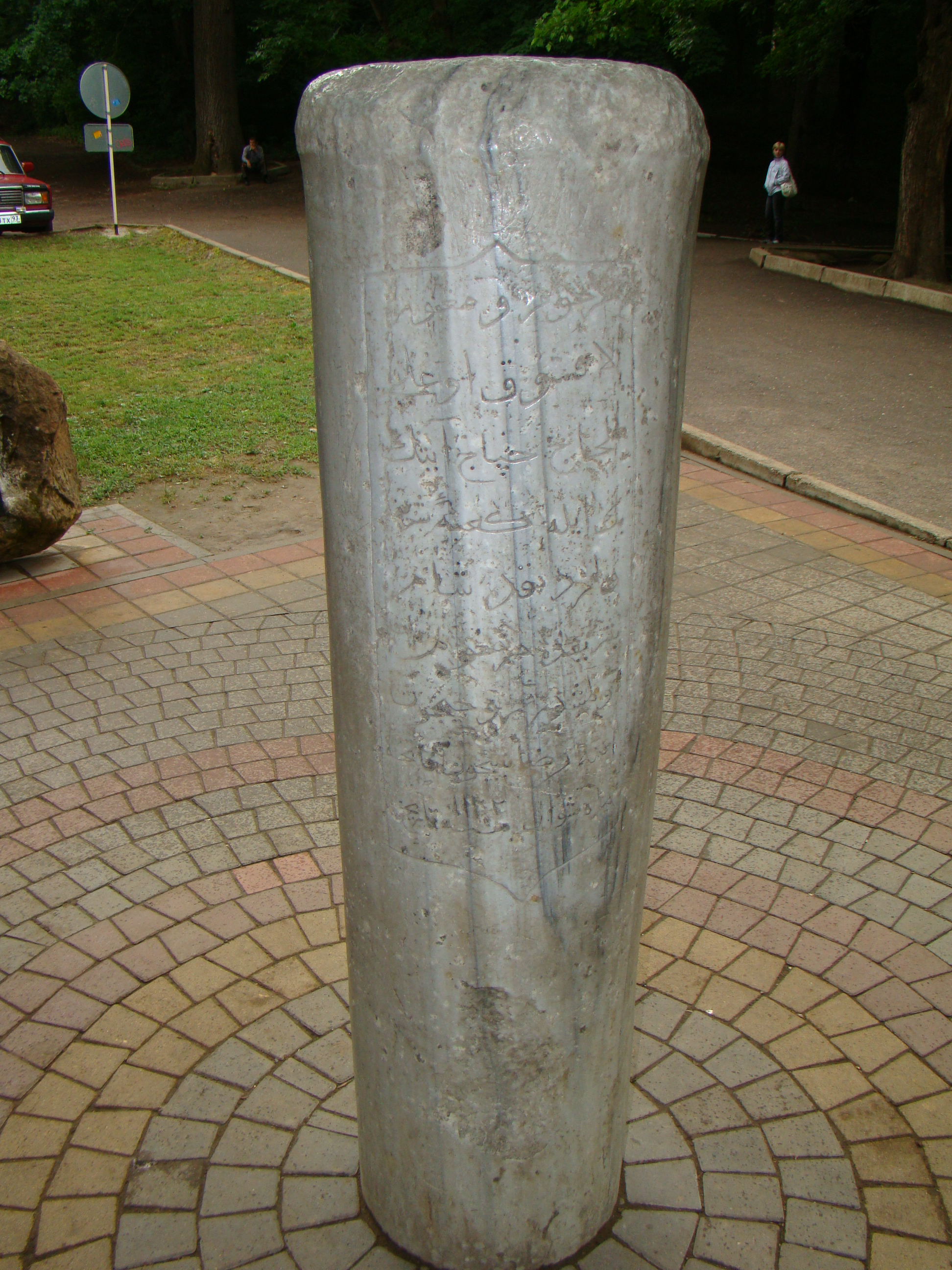
Cenotafio al aristócrata bzhedug Japach Lakshuk, que realizó el Hajj, inscripción de 1717.